# ノカルジシン-Aエピメラーゼ
ノカルジシン-Aエピメラーゼ(Nocardicin-A epimerase、EC 5.1.1.14)は、以下の化学反応を触媒する酵素である。
イソノカルジシンA {\displaystyle \rightleftharpoons } ノカルジシンA
従って、この酵素の基質はイソノカルジシンAのみ、生成物はノカルジシンAのみである。
この酵素は、異性化酵素、特にアミノ酸やその誘導体に作用するラセマーゼやエピメラーゼに分類される。イソノカルジシンAエピメラーゼ(Isonocardicin A epimerase)とも呼ばれる。